# 余良站
余良站，位于中华人民共和国辽宁省沈阳市铁西区，是沈阳地铁3号线的地铁车站，于2024年12月30日随3号线西段开通启用。
车站名称“余良”来源于车站附近的余粮村，但两者写法不同。

## 车站结构

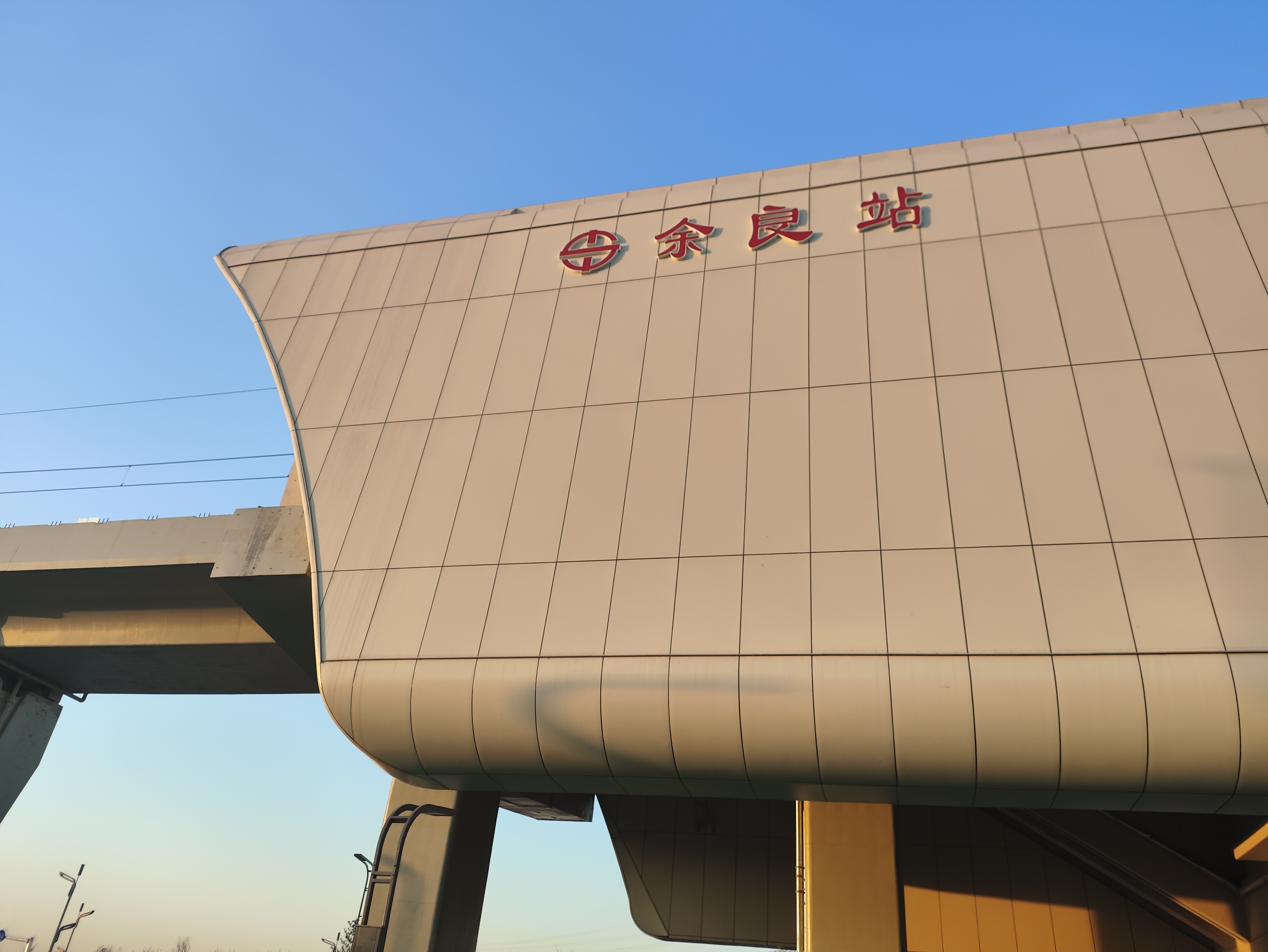
余良站高架站房外景

余良站位于铁西区开发二十二号路与浑河四街交叉路口东侧，车站为高架三层站体，1层为出入口，2层为站厅层，3层为站台层，设有两个侧式站台。
本站以东为3号线的地下路段，列车在驶出本站后将向东进入地面过渡段，直至进入隧道。

### 车站楼层
| 3层               | 站台           | \| 側式 · 開右邊车门 \| \| \| \| \| \| █ 3号线往李达（宁官） \| \| \| \| █ 3号线往南李官（甘官） \| \| 側式 · 開右邊车门 \| \| \| |
| 2层               | 站厅层及出入口 | 乘客服务中心、自动售票机、自动售货机、安检、卫生间                                                                                |
| 1层               | 出入口         | 出入口 |
| 側式 · 開右邊车门 |                | |
|                   |                | █ 3号线往李达（宁官） |
|                   |                | █ 3号线往南李官（甘官） |
| 側式 · 開右邊车门 |                | |

### 车站出口
车站共设置4个出入口，A1出入口及A2出入口位于开发二十二号路西北侧；B1及B2出入口位于开发二十二号路东南侧。通往地面的无障碍电梯位于A1及A2出入口之间。
| 出口编号     | 出口指示                          | 建议前往的目的地                                | 照片 |
| ------------ | --------------------------------- | ----------------------------------------------- | ---- |
| 出口 · A · 1 | 开发二十二号路 路北 浑河四街 路东 | 开发二十二号路北侧、浑河四街、中关村创新大厦A座 |      |
| 出口 · A · 2 | 开发二十二号路 路北               | 开发二十二号路北侧、余粮村、鑫余华府            |      |
| 出口 · B · 1 | 开发二十二号路 路南 浑河四街 路东 | 开发二十二号路南侧、浑河四街、沈阳杉杉奥特莱斯  |      |
| 出口 · B · 2 | 开发二十二号路 路南               | 开发二十二号路南侧                              |      |

## 利用情况
本站距离沈阳杉杉奥特莱斯商场约10分钟步行路程，该商场也设置有往来本站的接驳车，片区内规划的主要居住区也在该商场附近，因此车站主要客流以购物或居民客流为主。

## 接驳交通
截至2025年6月，本站暂无常规公交接驳，仅有通往杉杉奥莱商场的免费接驳巴士在高架站厅下方运营。

## 历史
- 2024年12月30日 - 本站随3号线开通启用。